# Scott Fardy
Scott Fardy (n. 5 de julio de 1984, Sídney) es un jugador australiano de rugby; juega en Leinster Rugby, que milita en la Liga PRO14. Su posición es tanto lock como flanker, usualmente en el lado cerrado. Hizo su debut en Brumbies en la primera semana de la Super Rugby jugando contra Western Force en Canberra.
Fardy también jugó baseball con New South Wales hasta los 16 años de edad.

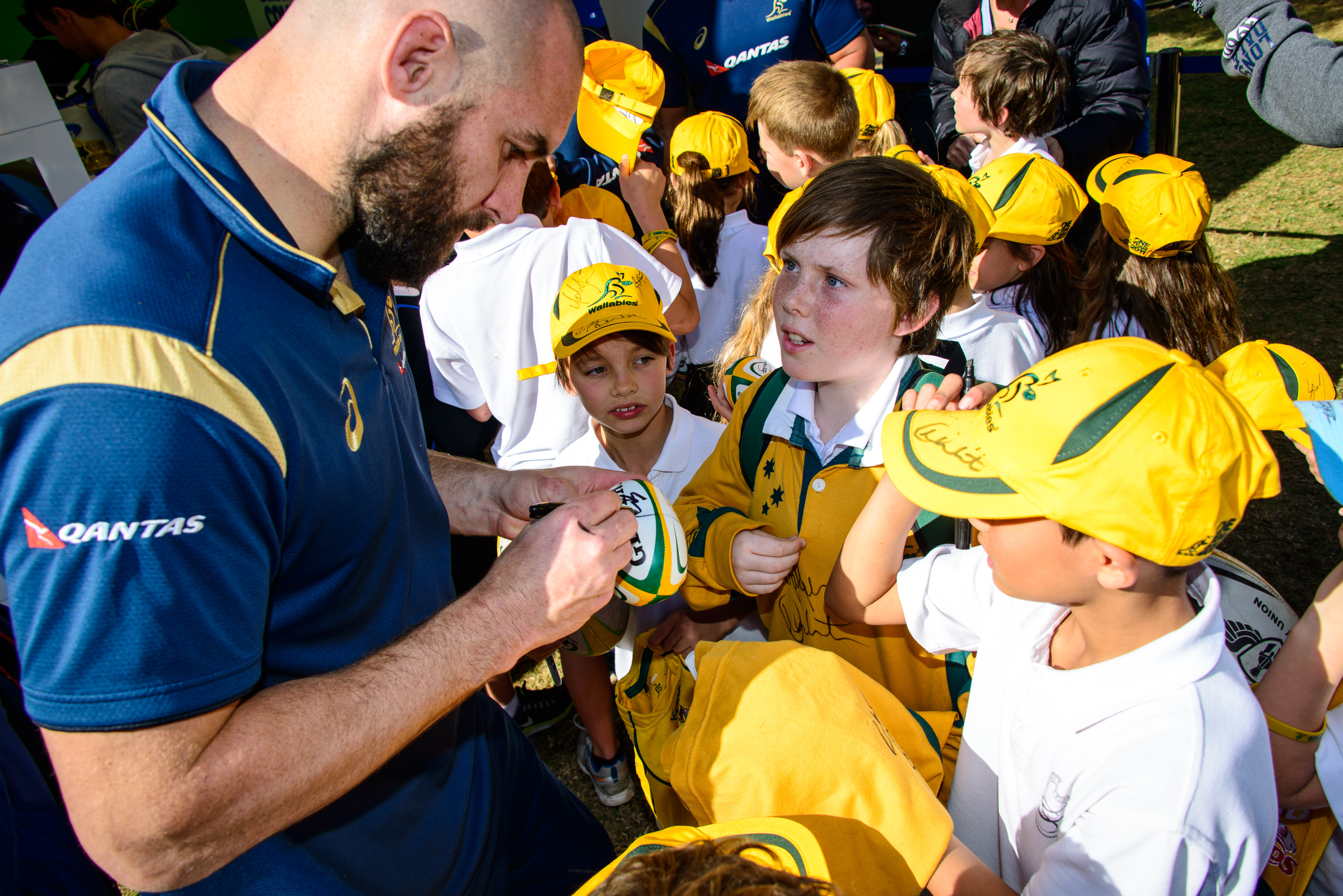
Wallaby Scott Fardy y fanes en 2014

## Estadísticas de Super Rugby
Actualizado al 28 de junio de 2015.
| Temporada | Equipo   | Juegos | Starts | Sub | Mins | Tries | Cons | Pens | Drops | Puntos | Yel | Red |
| --------- | -------- | ------ | ------ | --- | ---- | ----- | ---- | ---- | ----- | ------ | --- | --- |
| 2008      | Force    | 0      | 0      | 0   | 0    | 0     | 0    | 0    | 0     | 0      | 0   | 0   |
| 2012      | Brumbies | 16     | 11     | 5   | 981  | 2     | 0    | 0    | 0     | 10     | 0   | 0   |
| 2013      | Brumbies | 14     | 12     | 2   | 984  | 1     | 0    | 0    | 0     | 5      | 0   | 0   |
| 2014      | Brumbies | 18     | 18     | 0   | 1440 | 2     | 0    | 0    | 0     | 10     | 2   | 0   |
| 2015      | Brumbies | 18     | 18     | 0   | 1392 | 0     | 0    | 0    | 0     | 0      | 2   | 0   |
| Total     | Total    | 66     | 59     | 7   | 4797 | 5     | 0    | 0    | 0     | 25     | 4   | 0   |